# سیارک ۴۹۶۶
سیارک ۴۹۶۶ (به انگلیسی: 4966 Edolsen، نامگذاری:۱۹۸۱EO34) چهار هزار و نهصد و شصت و ششمین سیارک کشف شده‌است که در ۲ مارس ۱۹۸۱ کشف شد.
قدر مطلق سیارک برابر ۱۳٫۶۰ است.